# Turritella gonostoma
Turritella gonostoma is een slakkensoort uit de familie van de Turritellidae. De wetenschappelijke naam van de soort is voor het eerst geldig gepubliceerd in 1832 door Valenciennes.